# زانارشی تمام‌عیار
زانارشی تمام‌عیار (به انگلیسی: Total Xanarchy) نخستین آلبوم استودیویی از رپر آمریکایی نیکولاس دیگو لیانوس مشهور به لیل زان می‌باشد که در ۶ آوریل سال ۲۰۱۸ از سوی کلمبیا رکوردز منتشر گردید. در این آلبوم هنرمندانی چون چارلی ایکس‌سی‌ایکس، وای‌جی، ری شرومرد، تو چینز، دیپلو، یو گوتی، ریچ د کید به‌عنوان مهمان حضور دارند.